# Coma
Coma — польський рок-гурт, заснований в червні 1998 року в Лодзі.
Першим виданим твором гурту був сингл «Skaczemy/Pasażer» (Скачемо/Пасажир). Наприкінці 2003 року групі вдалося підписати контракт з BMG Poland, що уможливило початок запису дебютного альбому — «Pierwsze wyjście z mroku» (Перший вихід з мороку). Перед виходом першого студійного альбому група отримала популярність, виступаючи на розігріві у Казіка Сташевського (Kazik Staszewski), Sweet Noise, Acid Drinkers та T.Love.
2001 року група пробилася в останній етап прослуховування дебютантів у Ополе, зайняла перше місце на рок-фестивалі «Festiwal Rockowy W ęgorzewo» 2004 року, а 15 березня 2005 року виграла статуетку Фредеріка в категорії «Альбом року — рок» за альбом «Pierwsze Wyjście z Mroku». 2007 року група отримала два Фредеріка в категоріях «Альбом року — рок/метал» за «Zaprzepaszczone siły wielkiej armii świętych znaków» (Розгублені сили великої армії святих знаків) та «Група року».
Coma — єдиний лодзинський рок-колектив, що не опускається з перших щаблів в чартах Лодзинського радіо. Двічі — 13 червня 2004 року і 4 червня 2006 року виступав на хвилях III польського радіо (Polskie Radio Program III). У липні 2006 року колектив виступив на XII фестивалі «Зупинка Вудсток» (Przystanek Woodstock) в Костшині-на-Одері та на Тискому музичному фестивалі (Tyski festiwal muzyczny) ім. Річарда Ріделя (Ryszard Riedel). 13 червня 2007 року Coma зіграла перед Linkin Park та Pearl Jam під час їх концерту на Сілезькому стадіоні (Stadion Śląski) в Хожові (Chorzow), а 12 серпня 2007 року — перед гуртом Tool, Крісом Корнеллом (Chris Cornell) та Dir en Grey на «Metal Hammer Festival».

## Склад

### Теперішній склад
- Рафал Матушак (Rafał Matuszak) — бас-гітара
- Домінік Вітчак (Dominik Witczak) — гітара
- Марчін Кобза (Marcin Kobza) — гітара
- Адам Маршалковський (Adam Marszałkowski) — перкусія
- Пйотр Рогуцький (Piotr Rogucki) — вокал

### Колишні учасники
- Войцех Гренда (Wojciech Grenda) — гітара (1998 — 2001 роки)
- Томаш Стасяк (Tomasz Stasiak) — перкусія (1998 — 2008 роки)

## Дискографія

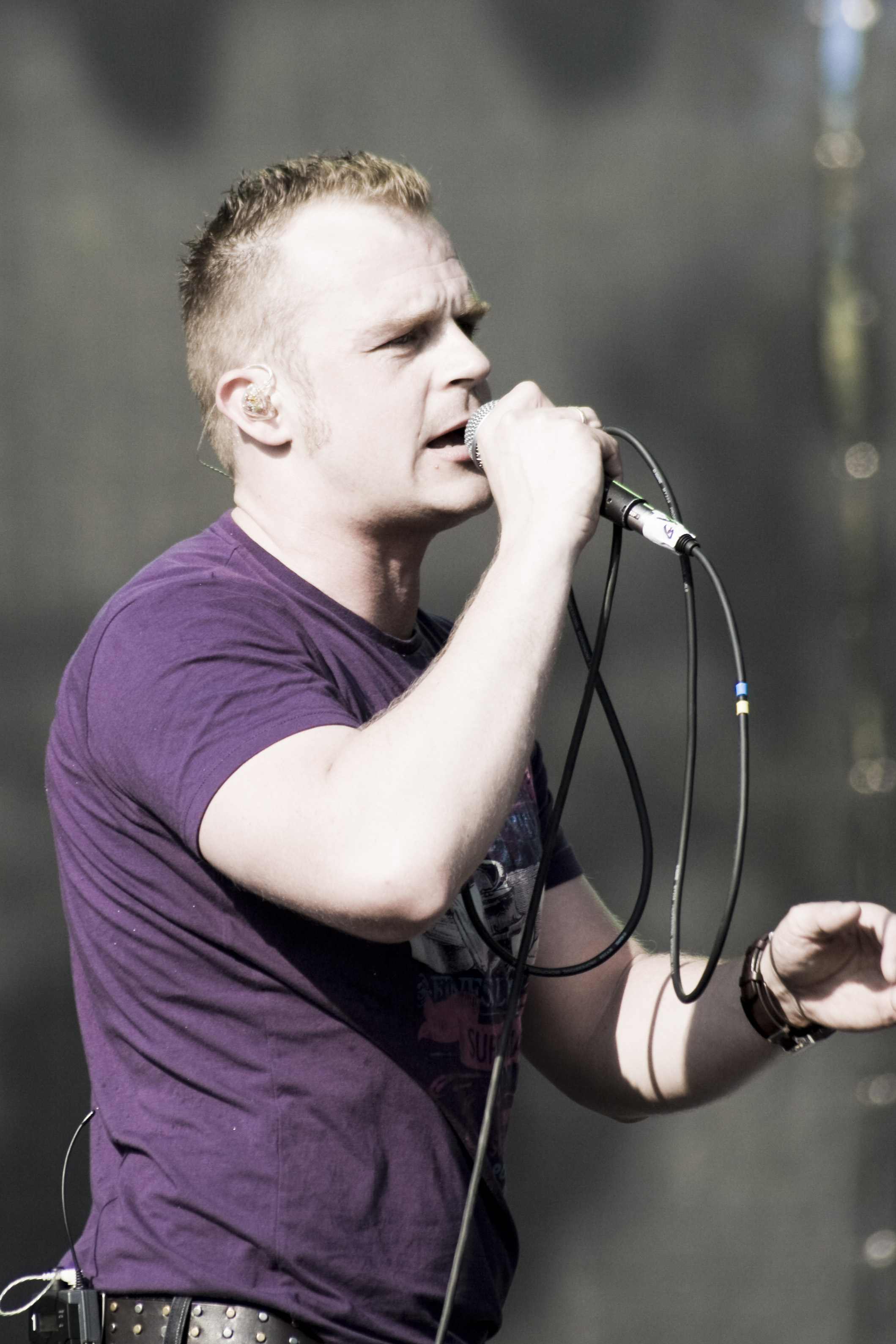
Пйотр Рогуцький - лідер гурту під час концерту на фестивалі Szczecin Rock Festival 2009

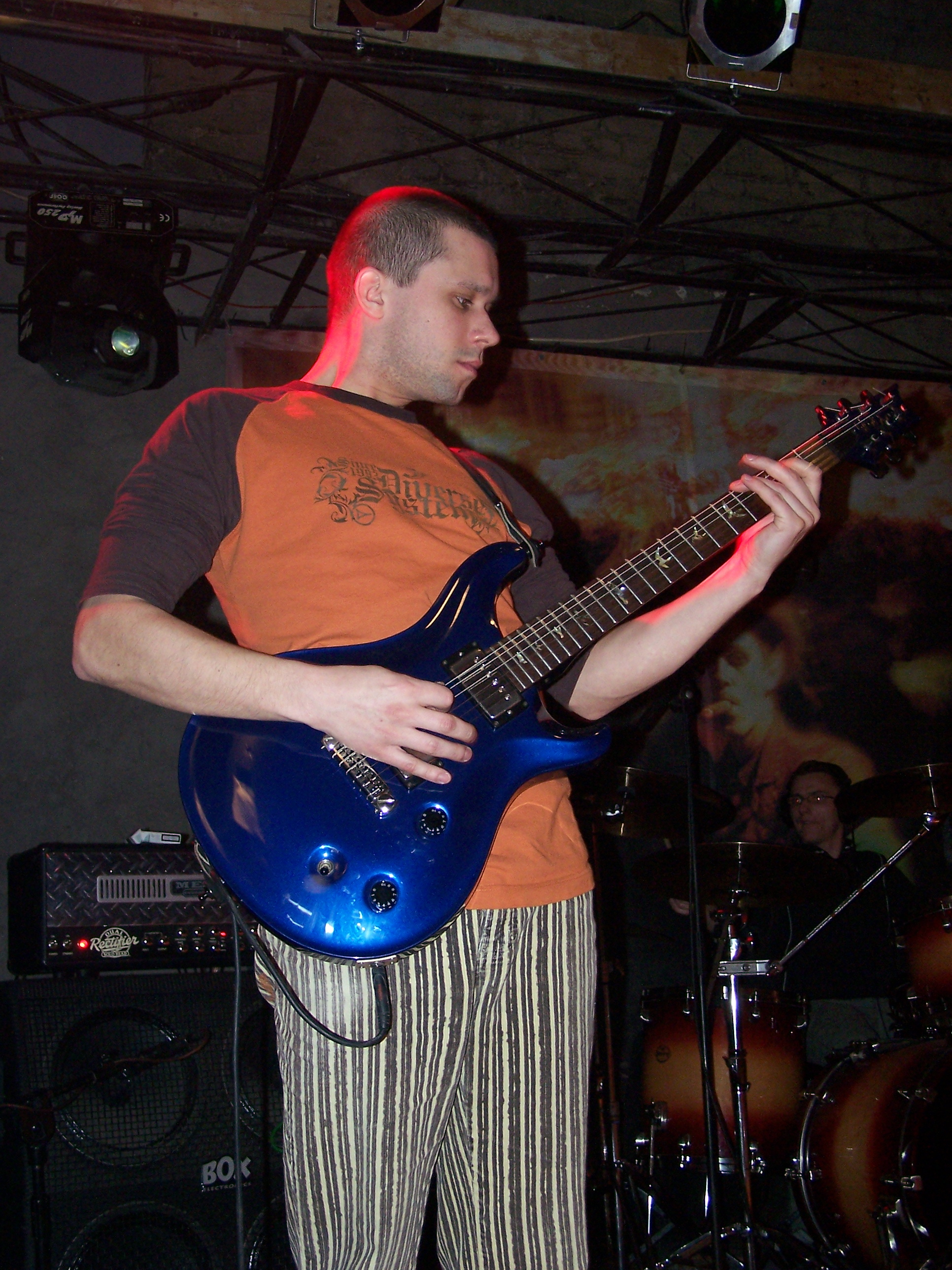
Домінік Вітчак - гітаріст гурту Coma під час концерту в Мегаклубі (Катовіце)

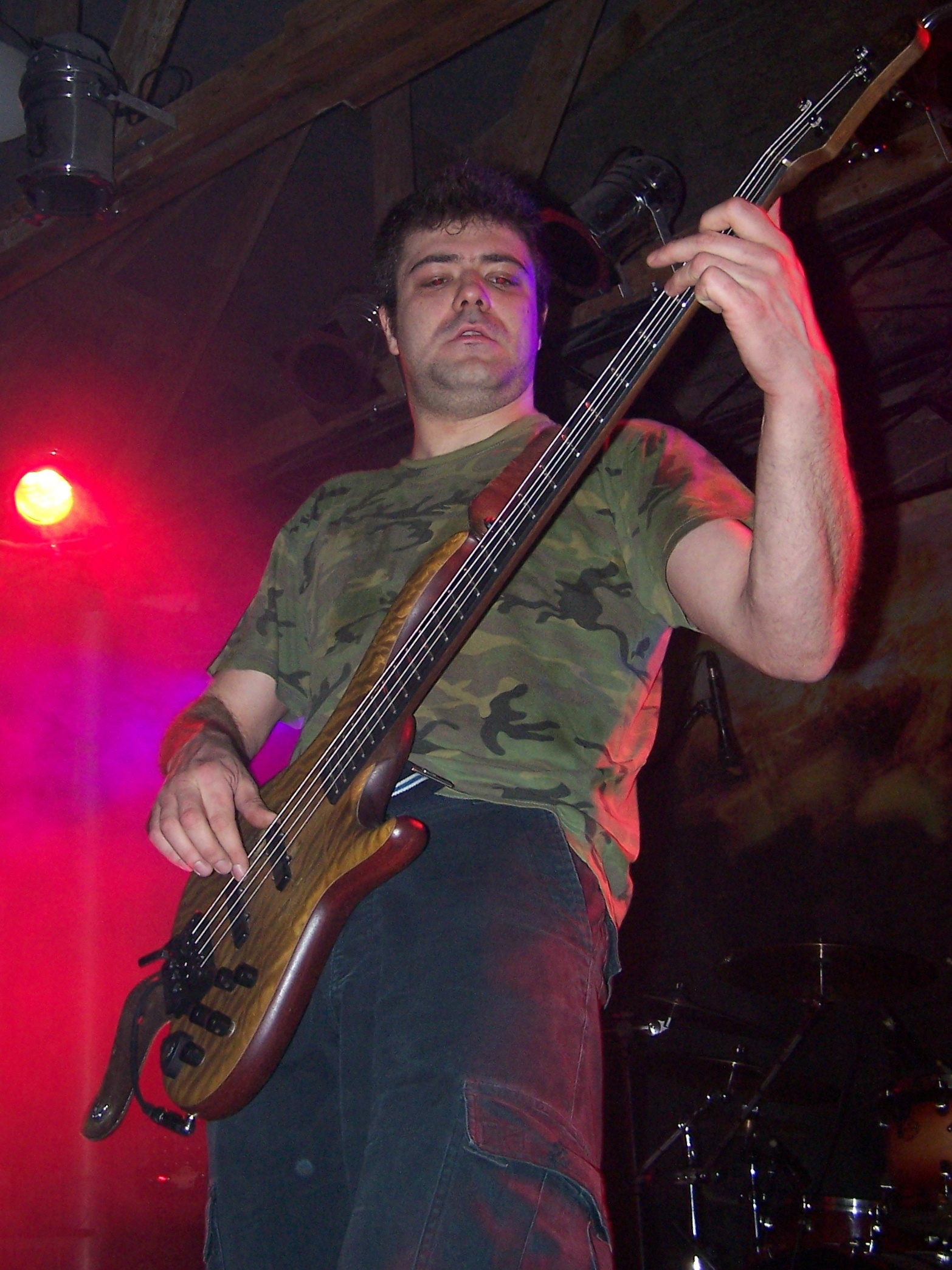
Рафаль Матушак - басист гурту Coma під час концерту в Мегаклубі (Катовіце)

### Альбоми
- Pierwsze wyjście z mroku (17-05-2004)
- Zaprzepaszczone siły wielkiej armii świętych znaków (29-05-2006)
- Hipertrofia (10-11-2008)
- Excess (11-10-2010)
- bez tytułu (17-10-2011)
- Don't set your dogs on me (8-01-2013)
- 2005 YU55 (7-10-2016)
- Metal Ballads vol. 1 (20-10-2017)
- Sen o 7 szklankach (15-03-2019)

### Сингли
- Skaczemy/Pasażer (2000)
- Leszek Żukowski (2004)
- Spadam (2004)
- Daleka droga do domu ( (2006)
- System (2006)
- Tonacja (2006)
- Zero Osiem Wojna (2008)
- Wola istnienia (2009)
- Transfuzja (2009)
- F.T.M.O. (2010)
- Na Pół (2011)
- Los cebula i krokodyle łzy (2011)
- Song 4 Boys (2013)
- Lipiec (2016)
- Lajki (2017)
- Proste decyzje (2018)
- Odwołane (2018)
- Fantazja (2019)
- Wędrówka (2019)

## Опубліковані роботи
- Intro(Wariacje)
- Bez widoków
- Anioły
- Just
- Lomocotive
- Summertime
- Nie tylko dla Ciebie
- Antyfemina
- Mały Jimmy
- Mała dziewczynka
- Nothing for you (відома також як «I will never loose»)
- Way
- Trawnik
- Nie mogę nic
- Nad dachami
- Da da
- Turn back the river
- Tolerancja (твір, виданий одного разу на збірці «Nie jesteś bandziorem»)
- Underground (твір Тома Вейтса (Tom Waits) в перекладі Маріуша Любомського (Mariusz Lubomski) )
- Nienasycenie
- Słowa i sny
- Droga na południe
- Nowy projekt (твір, який не має офіційної назви, розміщений на офіційному сайті групи 2003 року)
- Evka (кавер пісні гурту Perfect «Nie płacz Ewka»)
- Dyskoteki